# Eksplozija v Great Yarmouthu
Eksplozija v Great Yarmouthu se je zgodila 10. februarja 2023 v Great Yarmouthu med deaktivacijo 250-kilogramske in 1 meter dolge neeksplodirane bombe iz 2. svetovne vojne v Great Yarmouthu v Angliji 10. februarja 2023.

## Dogodki
Bombo so odkrili 7. februarja 2023 v reki Yare med deli na tretjem prehodu reke. Po navedbah Sveta okrožja Norfolk je bombo našel izvajalec del. Bomba je bila najdena na območju Bollard Quaya, med poglabljanjem v bližini križišča z Boundary Road. Zgradbe in domove v razdalji 400 m od naprave so evakuirali in vzpostavili zaščitni perimeter. Na kraj so še isti dan prispeli bombni tehniki.
Kasneje je bil vzpostavljen sekundarni perimeter s polmerom 600 m, ljudem, ki so živeli med obema kordonoma, pa so svetovali evakuacijo. Okrog bombe je bila zgrajena zaščitna pregrada iz peska. Okoli bombe je bilo vzpostavljeno tudi območje prepovedi letenja do višine 610 m.
Nadzorovana eksplozija je bila načrtovana za 9. februar, vendar bi ta lahko ogrozila dve plinski cevi v bližini. Enota za odstranjevanje bomb je nato ob 17.30 GMT za deaktivacijo pričela uporabljati robota, vendar je voda, uporabljena v procesu, ogrozila peščeno oviro. Popravilo pregrade je trajalo več ur.
10. februarja je bila na bombi za deaktivacijo uporabljena tehnika počasnega gorenja. Cadent Gas je pregledal plinske cevi in ugotovil, da ni nobenih poškodb. O žrtvah ni poročil, perimetre so umaknili.